# 佐利米定
佐利米定（英語：Zolimidine或Zoliridine），商品名Solimidin，是一种胃保护药物，曾用于治疗消化性溃疡和胃食管反流病
。
佐利米定的大鼠口服半數致死量（LD50）为3710mg/kg。
佐利米定的口服剂量为每天600毫克，或直肠给药剂量最高可达每天1200毫克。